# Vocação de São Mateus (Caravaggio)
A Vocação de São Mateus ou Invocação de São Mateus é uma pintura realizada pelo pintor barroco italiano Caravaggio concluída em 1599-1600 para a Capela Contarelli em San Luigi dei Francesi, onde ainda se conserva em Roma. Mais de uma década antes, o cardeal Matteo Contarelli tinha deixado fundos e as instruções específicas para a decoração de uma capela com base em temas de seu santo padroeiro.

## Chamado de Mateus
A pintura retrata a história do Evangelho de Mateus (Mateus 9:9 - conhecida como Chamado de Mateus): Partindo Jesus dali, viu sentado na coletoria um homem chamado Mateus, e disse-lhe: Segue-me. E ele, levantando-se, o seguiu.
As três telas adjacentes de Caravaggio na capela Contarelli representam uma mudança decisiva do maneirismo idealizante de que d'Arpino foi o último grande praticante, e a arte nova, mais naturalista representado por Caravaggio e Annibale Carracci. Foi uma das primeiras pinturas religiosas, expostas ao público, na que se dava uma representação realista.
A tela se executou em torno de dois planos paralelos: o superior, ocupado só por uma janela, e o inferior, no que se representa o momento preciso no que Cristo apontando a são Mateus o chama ao apostolado.O santo está sentado frente a uma mesa com um grupo de pessoas, vestidas como os contemporâneos de Caravaggio, como numa cena de taberna. Cristo traz a luz verdadeira a este espaço escuro dos angariadores de impostos. Para acentuar a tensão dramática da imagem e focalizar sobre o grupo dos protagonistas a atenção de quem olha, recorre ao expediente de submergir a cena numa penumbra cortada por raios de luz branca, que faz emergir os gestos, as mãos, ou parte da roupa, e deixa quase invisível o resto.
Apenas São Mateus enxerga o Cristo e reconhece o seu chamado. Alguns olhares estão tão atentos em contar o dinheiro que nem o percebem. Outros percebem uma presença, mas não reconhecem, não enxergam o Cristo. Alguém chega a passar perto de Cristo, mas está visivelmente desatento.